# Kovalovszky Miklós
Kovalovszky Miklós (Mór, 1910. szeptember 29. – Budapest, 1997. február 23.) magyar nyelvész, irodalomtörténész, filológus. A nyelvtudományok kandidátusa (1970).

## Életpályája
Elemi és polgári iskoláit szülővárosában végezte el; itt Beregi Nándor, a filozófus Beregi Tivadar apja tanította. 1928-ban érettségizett a székesfehérvári főreáliskolában. 1928–1933 között a Pázmány Péter Tudományegyetem Bölcsészettudományi Kar magyar-francia szakos középiskolai tanári diplomát szerzett. 1935-ben bölcsészdoktori diplomát kapott. 1934–1937 között a Szolnoki Kereskedelmi Középiskola óraadó tanára volt. 1937–1941 között a Pestszentlőrinci Állami Fiú Felsőkereskedelmi iskola rendkívüli, majd rendes tanára volt. 1941–1946 között a budapesti gyakorló kereskedelmi iskola oktatója volt. 1946-ban a budapesti V. kerületi leányiskola rendes tanára volt. 1946–1947 között a Kereskedelmi Szakoktatási Főigazgatóság előadójaként tevékenykedett. 1946–1949 között a Magyarosan című nyelvművelő folyóirat szerkesztője volt. 1947–1949 között a Kereskedelmi Minisztérium Oktatási Osztályának előadója volt. 1949–1950 között a Budapesti Pedagógiai Főiskola rendes tanára volt. 1950–1952 között a budapesti XIX. kerületi általános iskola tanára és igazgatóhelyettese volt. 1952–1970 között a Magyar Tudományos Akadémia Nyelvtudományi Intézete tudományos munkatársa, 1970–1975 között tudományos főmunkatársa volt. 1959–1962 között A magyar nyelv értelmező szótára szerkesztője volt. 1975-ben nyugdíjba vonult.
Kutatási területe a nyelvművelés, a névtan, az irodalomtörténet és Ady Endre kultúrája volt.

## Családja
Szülei: Kovalovszky István cipészmester és Sztrecsok Mária voltak. Két testvére volt: Ilona és Konrád. Felesége, Papp Ilona (?-1993) volt. Két gyermeke született: Kovalovszky Márta (1939–) művészettörténész és Kovalovszky László (1946–). Veje, Kovács Péter (1939–) művészettörténész.
Sírja a Farkasréti temetőben található.

## Főbb művei

### Önálló művei és fontosabb tanulmányai
- Az irodalmi névadás jelentősége és tudatossága (egyetemi doktori értekezés is; A Magyar Nyelvtudományi Társaság kiadványai 34. Budapest, 1934; 2. hasonmás kiadás; Budapest, 1977)
- Az irodalmi névadás. 1–5. (Magyar Nyelv, 1934–1935)
- Irodalmunk Páris-szemlélete a háború után (Apollo Könyvtár 9. Budapest, 1938; 2. hasonmás kiadás. A Verseghy Ferenc Megyei Könyvtár kiadványa. Szolnok, 1986)
- Egy Pest környéki iskola társadalomrajza. (A Pestszentlőrinci Állami Fiú Felsőkereskedelmi Iskola 1939/40. évi Évkönyve. Pestszentlőrinc, 1940 és külön: Budapest, 1940)
- Gróf Károlyi Sándor élete és alkotásai (Solt Andorral; Budapest, Csáthy Ferenc kiadása, 1942)
- Ady Endre önképzőköri tag (Magyar Csillag, 1943. 3. és külön: Budapest, Szerző kiadása, 1943)
- Nyelvünk újabb belső fejleményeinek nyelvhelyességi kérdései. (Nyelvművelésünk főbb kérdései. Szerkesztette: Lőrincze Lajos; Budapest, Akadémiai Kiadó, 1953)
- Gombocz Zoltán. Kovalovszky Miklós előadása a Magyar Nyelvtudományi Társaság emlékülésén, 1955. máj. 10-én. (Magyar Nyelv, 1955. 4. és külön: A Magyar Nyelvtudományi Társaság kiadványai 91. Budapest, Akadémiai Kiadó, 1955)
- Műszaki tudományos terminológiánk alakulása és fejlesztésének főbb kérdései (Klár Jánossal; A Műszaki és Természettudományi Egyesületek Szövetség Nyelvművelő és Fordítói Szakosztálya kiadványa; Budapest, 1955)
- Tudományos nyelvünk. (Nyelvünk a reformkorban. Szerkesztette: Pais Dezső; Budapest, Akadémiai Kiadó, 1955)
- A fiatal Ady nyelvének és stílusának jellemzői (Magyar Nyelv, 1957. 3-4.)
- A nyelvi régiesítés ifjúsági irodalmunkban (Magyar Nyelvőr, 1957. 4. és Olvasó ifjúság. Tanulmányok, cikkek és dokumentumok az ifjúsági regény és az olvasónevelés kérdéseiről. Vál., szerk. Rákai István. Budapest, Móra Kiadó, 1972)
- A Rozsdatemető stílusa avagy a stílus rozsdatemetője (Magyar Nyelvőr, 1964. 4.)
- Egy Ady-vers világa: Új tavaszi seregszemle (A Magyar Nyelvtudományi Társaság kiadványai 111. Budapest, Akadémiai Kiadó, 1965)
- Nyelvi elemek stiláris értéke a szótárakban (Szótártani tanulmányok. Szerkesztette: Országh László; Budapest, Tankönyvkiadó, 1966)
- Az iskola szerepe a beszédoktatásban (Helyes kiejtés, szép magyar beszéd. Az egri kiejtési konferencia előadásai. Szerkesztette: Grétsy László és Szathmári István; Budapest, Tankönyvkiadó, 1967)
- Tóth Árpád: Az új isten. Verstörténet és verselemzés. (Nyelvtudományi Értekezések 65. A nyelvtudomány a haladásért. Tanulmánykötet a Tanácsköztársaság 50. évfordulója alkalmából. Szerkesztette: Király Péter; Budapest, Akadémiai Kiadó, 1969)
- A köznyelvi stílus jelenségeinek áttekintése és értékelése (Éder Zoltánnal és Grétsy Lászlóval). – Nyelvünk rétegeinek és a napjainkban végbemenő nyelvi átrétegződésnek áttekintése és értékelése. (Mai magyar nyelvünk. Szerkesztette: Grétsy László; Budapest, 1976)
- Nyelvfejlődés és nyelvhelyesség (Kandidátusi értekezés is; Budapest, 1977)
- Ady költészetének nyelvi rétegei (Tegnapok és holnapok árján. Tanulmányok Adyról. Szerkesztette: Láng József. A Petőfi Irodalmi Múzeum és a Népművelési Propaganda Iroda közös kiadványa. Budapest, 1977)
- Ady költői stilisztikájának néhány nyelvtani eleme (Irodalomtörténeti Közlemények, 1977. 4-6.)
- Ady és a nevek (Magyar Nyelvőr, 1977. 3.)
- Léda: legenda és valóság (Gyorsuló idő. Budapest, Magvető könyvkiadó, 1980)
- Lidércnyomás. Napló. 1944. okt. 8.–1945. jan. 8. (Budapest, Argumentum Kiadó, 1995)

### Kisebb írásai
- A halhatatlanság szoborstatisztikája (Nyugat, 1938. 12. 9.)
- A nagyvárosi nyelv (Magyar Nyelv, 1938. 9.)
- Az első magyar Oltáriszentség-himnusz (Vigilia, 1938. 4.)
- A nép költői (A nép nevében. Illyés Gyula és József Attila versei. Válogatta: Kovalovszky Miklós; Budapest, 1942)
- Petőfi nevéről (Irodalomtörténet, 1944. 2.)
- A két Ady Endre (Irodalomtörténet, 1947. 1-2.)
- Torzszülött összetett igék (Magyar Nyelv, 1947. 1-2.)
- A zilahi tímárság nyelvéből (Magyar Nyelv, 1953. 1-2.)
- Egy új nyelvi járvány (Magyar Nyelvőr, 1953. 3-4.)
- Ozsegov cikkének magyar tanulságai (Magyar Nyelvőr, 1953. 5-6.)
- Lehet-e porítani a tojást? (Magyar Nyelv, 1954. 3-4.)
- Az orosz nyelvi művelődés útja. Babos Ernő. (Magyar Nyelvőr, 1955. 2.)
- Hátrafelé megy, mint a rák. Rákháton jár. (Magyar Nyelvőr, 1955. 3.)
- Vidor Miklós regényének nyelvéről (Magyar Nyelvőr, 1955. 4.)
- Szógyártók és szóirtók (Természet és Társadalom, 1955. 1.)
- A költő és a szavak értéke (Magyar Nyelvőr, 1956. 1.)
- Egy költő emlékezései. Dutka Ákos: A Holnap városa. (Magyar Nyelvőr, 1956. 4.)
- Krúdy Gyula és a nevek (Pais-emlékkönyv. Budapest, 1956)
- Ifjúsági irodalmunk nyelvéről és stílusáról (Magyar Nyelvőr, 1957. 1.)
- Dutka Ákos: A Holnap városa (Irodalomtörténet, 1957. 2.)
- Németh László: Égető Eszter. – Hegedűs Nándor: Ady Endre Nagyváradon. (Irodalomtörténet, 1957. 3.)
- A magyar szó tudós mestere. Az irodalmi nyelv kérdései Horváth János műveiben. (Magyar Nyelv, 1958. 2. és A Magyar Nyelvtudományi Társaság kiadványai 99. Horváth Jánosról. Méltatások – emlékezések. Budapest, Akadémiai Kiadó, 1958)
- Megtalálták Ady „Kíváncsi Ili”-jét. Föltárult egy hat évtizedes Ady-rejtély (Élet és Irodalom, 1958. 35.)
- Fordítói hűség, írói szabadság, művészi felelősség (Magyar Nyelvőr, 1959. 2.)
- A 21 éves Ady ismeretlen verse. Ady: Dal. Debreczen-Nagyváradi Értesítő, 1899. márc. 19. (Élet és Irodalom, 1959. 16.)
- Önkiválasztás, önkiválasztó bolt. – Mészöly Gedeon. (Magyar Nyelvőr, 1960. 3.)
- Három diákkori Ady-strófa? (Irodalomtörténet, 1961. 3.)
- Édes anyanyelvünk (Gáldi Lászlóval és Mollay Károllyal; Magyar Nyelvőr, 1961. 2.)
- Büki Béla: A fővárosi keresztnévadás hatóerői (Magyar Nyelvőr, 1961. 3.)
- Szathmári István: A magyar stilisztika útja (Magyar Nyelvőr, 1961. 4.)
- Ady Endre: Májusi zápor után. Verselemzés. (Magyartanítás, 1962. 5.)
- Az anyanyelv kérdéséhez (Magyar Nyelvőr, 1962. 1.)
- Robogj föl Láznak ifjú serege. Egy Ady-vers elemzése. (Magyar Nyelvőr, 1962. 4.)
- Az ifjúság nyelvéről (Valóság, 1963. 5.)
- Megképzik előtte. – Lehet kétszer kevesebb? (Magyar Nyelvőr, 1963. 4.)
- Batsányi János: A franciaországi változásokra. – Fónagy Iván: A metafora a fonetikai műnyelvben. – Nagy J. Béla nyolcvanéves. (Magyar Nyelvőr, 1964. 1.)
- Bóka László (Magyar Nyelvőr, 1964. 4.)
- Hogyan beszél a mai ifjúság? (Grétsy Lászlóval; Magyar Nyelvőr, 1965. 1.)
- Szindbád negyedik útja. Krúdy Gyula: A hídon. (Alföld, 1965. 3.)
- Földessy Gyula (Irodalomtörténeti Közlemények, 1965. 1.)
- Műelemzés és stíluselemzés. A Miért szép? című verselemzés-gyűjtemény tanulságai (Magyar Nyelvőr, 1967. 2.)
- Hajótörött. – Turpis. (Magyar Nyelv, 1967. 4.)
- Varga József: Ady Endre. (Irodalomtörténeti Közlemények, 1967. 4.)
- Mi van ezen belül? (Magyar Nyelv, 1968. 4.)
- Ady Endre utcája (Budapest [folyóirat], 1968. 4.)
- A Normafa mondaköre (Budapest [folyóirat], 1968. 6.)
- A mini divatjáról (Magyar Nyelvőr, 1969. 2.)
- Elöljáró névutók (Magyar Nyelvőr, 1969. 3.)
- Megjegyzések Petőfi egyik verséhez (Kuczka Péterrel; Irodalomtörténeti Közlemények, 1969. 6.)
- Az író és a nevek (Nyelvtudományi Értesítő, 1970)
- A Maradandóság Városától a Vér Városáig. 75 éve, 1896 szeptemberében lett Ady a Debreceni Kollégium diákja (Alföld, 1971. 11.)
- Hadrovics László: A funkcionális magyar mondattan alapjai (Magyar Nyelvőr, 1971. 1.)
- Mátyás Ferenc köszöntése (Élet és Irodalom, 1971. 47.)
- Déry Tibor: Ítélet nincs. Stíluselemzés. (Nyelv és Irodalom, 1972)
- Zsoldos Jenő emlékének (Magyar Nyelv, 1972. 4.)
- Alig utca – Zsiba-páskom (Élet és Tudomány, 1972. 50.)
- Petőfi költői önarcképe (Magyar Nyelvőr, 1973. 1.)
- O. Nagy Gábor (Magyar Nyelvőr, 1973. 2.)
- Központifűtés-, gáz- és vízszerelő (Magyar Nyelvőr, 1973. 3.)
- Éder Zoltán: Révai Miklós (Magyar Nyelvőr, 1973. 4.)
- O. Nagy Gábor emlékének (Kiss Lajossal, Lőrincze Lajossal, Mátyás Ferenccel; Nyelvőr Füzetek 10. Budapest, Akadémiai Kiadó, 1974)
- A cím stilisztikája (Nyelvtudományi Értekezések, 1974)
- A rádió és a televízió szerepe a myelvi műveltség fejlesztésében (Rádió és Televízió Szemle, 1974. 2.)
- Anyanyelvi szótárak a magyartanításban (Magyartanítás, 1974. 3.)
- A nyelvművelő Bárczi Géza (Magyar Nyelvőr, 1975. 3.)
- A nyelvművelő Pais Dezső (Zalai Türkör, 1975. 11.)
- Egy emberöltő a magyar nyelv életében (Nyelvünk és Kultúránk, 1975)
- Nyelvünk három évtizede (Magyartanítás, 1975. 3.)
- Tehetség és betegség. Ady patográfiájához (Orvostörténeti Közlemények, 1975)
- Rokonaink édes anyanyelve (Nyelvünk és Kultúránk, 1976)
- Lőrincze Lajos hatvanéves (Magyar Nyelv, 1976. 1.)
- Ady útja: vesszőfutástól a halhatatlanságig (Nyelvünk és Kultúránk, 1977)
- Az Ady-kutatás eredményei és feladatai (Könyvtáros, 1977. 6.)
- Néhány vázlatpont Ady költői nyelvtanához (Magyar Nyelv, 1977. 3.).

### Szerkesztései
- Költészet 1941 karácsonyára. Antológia. Összeállította: Kovalovszky Miklós. A bevezetést írta: Szegi Pál. (Budapest, Vajna és Bokor kiadása, 1941)
- Költészet, 1942. nyár. Antológia. Összeállította és az előszót írta: Kovalovszky Miklós (Budapest, Spatz Henrik könyvnyomdája, 1942)
- Emlékezések Ady Endréről. I–V. kötet. Összegyűjtötte, sajtó alá rendezte: Kovalovszky Miklós (Új magyar múzeum. Irodalmi dokumentumok gyűjteménye. 9., 12., 16., 17. Budapest, Akadémiai Kiadó, 1961–1993)
- Dénes Zsófia: Élet helyett órák. Egy fejezet Ady életéből. Visszaemlékezések. A bevezető tanulmányt és a jegyzeteket írta: Kovalovszky Miklós (2. kiadás; Budapest, Magvető Könyvkiadó, 1967; Magvető Zsebkönyvtár. 3. kiadás: 1976; 4. bővített kiadás: 1980)
- Magyar értelmező kéziszótár. Szerkesztette: O. Nagy Gáborral, Juhász Józseffel és Szőke Istvánnal (Budapest, Akadémiai Kiadó, 1972 és utánnyomások I–II. kötetben: 1975–1992)
- Berda József: Száguldj, szabadság! Válogatott versek. Válogatta, szerkesztette, az utószót írta: Kovalovszky Miklós (Budapest, Magvető Könyvkiadó, 1974)
- Életem nyitott könyve. Ady Endre önéletrajzi írásai. Válogatta, szerkesztette: Kovalovszky Miklós (Budapest, Gondolat Könyvkiadó, 1977)
- O. Nagy Gábor: A magyar frazeológiai kutatások története. Szerkesztette: Kovalovszky Miklós (Nyelvtudományi Értekezések 95. Budapest, Akadémiai Kiadó, 1977)
- Nyelvünk világa. Tanulmányok (szerkesztette; Budapest, Gondolat Könyvkiadó, 1978)
- O. Nagy Gábor: Mi fán terem? Magyar szólásmondások eredete. Sajtó alá rendezte, a bevezető tanulmányt írta: Kovalovszky Miklós (3. bővített kiadás; Budapest, Gondolat Könyvkiadó, 1979; 4. kiadás: 1988; 5. kiadás: 1993; új kiadások utánnyomásai: Budapest, Talentum Kiadó, 1999–2019)
- Nyelvművelő kézikönyv. I–II. kötet (Budapest, Aladémiai Kiadó, 1980–1985)

### Tankönyvei, jegyzetei
- Magyar írók Vörösmartytól József Attiláig. Összeállította: Barta Jánossal és Waldapfel Józseffel. (A Magyar Pedagógusok Szakszervezete magyar irodalmi tankönyvei 8. Budapest, Cserépfalvi, 1945 és utánnyomások: 1946–1948)
- Magyar írók Petőfitől József Attiláig. Tankönyv a líceumok és gazdasági középiskolák IV. osztálya és a tanítóképző intézetek IV. és V. osztálya számára. Összeáll. Barta Jánossal és Waldapfel Józseffel. (A Magyar Pedagógusok Szakszervezete magyar irodalmi tankönyvei 10/1. Budapest, Cserépfalvi, 1945 és utánnyomások: 1946–1948)
- Magyar olvasókönyv a gazdasági iskolák I. és II. osztálya számára. I–II. kötet. Összeállította: Barta Jánossal. (Budapest, 1945 és utánnyomások: 1946–1948)
- Magyar írók Vörösmartytól József Attiláig. Tankönyv a gimnáziumok és leánygimnáziumok 8. osztálya számára. Összeállította: Barta Jánossal és Waldapfel Józseffel. (Magyar irodalmi tankönyvek 8. Budapest, Cserépfalvi, 1947 és utánnyomások: 1948–1949)
- Kereskedelmi szakoktatási évkönyv. Szerkesztette: Kovalovszky Miklós (A Magyar Kereskedelem- és Szövetkezetügyi Minisztérium Szakkönyvtára. Pedagógiai sorozat 2. Budapest, 1947)
- Magyar nyelvtan. Jelentéstan. Főiskolai jegyzet (A Pedagógiai Főiskola előadásainak jegyzetei. Budapest, 1949 és utánnyomások)
- Magyar nyelvtan. Mondattan. Főiskolai jegyzet. Kovalovszky Miklós főiskolai tanár jegyzeteinek felhasználásával írta: Rácz Endre. (A Pedagógiai Főiskola előadásainak jegyzetei. Budapest, 1949 és utánnyomások)
- Az igehasználat kérdésköre. (Magyar nyelvhelyesség. Tankönyv. Szerkesztette: Köves Béla. Budapest, Tankönyvkiadó, 1961 és utánnyomások: 1967–1969).

## Díjai
- A Munka Érdemrend ezüst fokozata (1974)
- Ady Endre-jutalom (1976 és 1985)
- Révai Miklós-emlékérem (1981)
- Munka Érdemrend arany fokozata (1985)
- Akadémiai Díj (1990)
- Lőrincze Lajos-díj (1994)
- Toldy Ferenc-emlékérem (1996)
- Pro Urbe Díj (Mór városa, posztumusz, 1998)

## További irodalmi források
- Kemény István: Elpártolt-e ifjúságunk Adytól? Keserű és biztató beszélgetés Kovalovszky Miklóssal (Magyar Nemzet, 1967. dec. 12.)
- Zágoni Erzsébet: Száz éve született Beregi Nándor. A tanító üzenete. (Fejér megyei Hírlap, 1973. júl. 8.)
- Kovalovszky Miklós: Elillant évek szőlőhegyén. [Móri gyermekkoráról.] (Fejér megyei Hírlap, 1973. okt. 14.)
- Mihovics József: Érdemes az Ady-díjra. Beszélgetés dr. Kovalovszky Miklóssal, a kétlaki tudóssal. (Zalai Hírlap, 1976. dec. 12.)
- Lukácsy András: Az Ady-magatartás és a közvélemény. Beszélgetés Kovalovszky Miklóssal. (Magyar Hírlap, 1977. nov. 17.)
- Beregi Theodor: A móri barát köszöntője Párizsból. Párizs és Julies Laforgue szerelmese. [Kovalovszky Miklósról.] (Fejér megyei Hírlap, 1980. szept. 21.)
- Lőrincze Lajos: Kovalovszky Miklós köszöntése. Lőrincze Lajos előadása a Nyelvtudományi Társaság felolvasó ülésén, 1980. szept. 30-án. (Magyar Nyelvőr, 1980. 4.)
- Grétsy László: Kovalovszky Miklós 70 éves. (Magyar Nyelv, 1981. 1.)
- Vértessy Péter: A legizgalmasabb olvasmány. Beszélgetés Kovalovszky Miklóssal. (Magyar Nemzet, 1981. júl. 17.)
- Kemény Gábor: Kovalovszky Miklós köszöntése (Élet és Irodalom, 1985. 39.)
- Ruffy Péter: Kovalovszky Miklós köszöntése (Magyar Nemzet, 1985. szept. 28.)
- Ruffy Péter: Kovalovszky Miklós nyolcvanéves (Magyar Nyelv, 1991. 2.)
- Kovalovszky Miklós: Utam Adyhoz (Szabad Föld, 1988. 7.)
- Zágoni Erzsébet: „Ne csak szétfoszló, üres lehelet legyek…” Beszélgetés Kovalovszky Miklóssal. (Fejér megyei Hírlap, 1991. márc. 9.)
- Elhunyt Kovalovszky Miklósné Pap Ilona (Népszabadság–Magyar Nemzet, 1993. okt. 30.)
- Hovanyecz László: A tanár úr háborús naplója. Beszélgetés Kovalovszky Miklóssal [életéről és naplójáról]. (Népszabadság, 1994. okt. 8.)
- Zágoni Erzsébet: Egy „őserdő-titkú” világ tudós kutatója. [Kovalovszky Miklósról.] (Fejér megyei Hírlap, 1994. dec. 24.)
- Zágoni Erzsébet: Lidércnyomás. Történelmi idők emlékezete. Kovalovszky Miklós naplójáról. (Fejér megyei Hírlap, 1995. nov. 30.)
- Grétsy László: Elhunyt Kovalovszky Miklós (Magyar Nemzet, 1997. febr. 25.)
- Grétsy László: Kovalovszky Miklós halálára (Édes anyanyelvünk, 1997. 2.)
- Hovanyecz László: A „Kiskovi”. [Kovalovszky Miklós halálára.] (Népszava, 1997. márc. 11.)
- Kovalovszky Miklós (Magyar nyelvész pályaképek és önvallomások 31. Szerk. Bolla Kálmán. Bp., 1998)
- Kemény Gábor: Kovalovszky Miklós centenáriumára. (Édes anyanyelvünk, 2010. 5.).